# Австралийская змеиношеяя черепаха
Австралийская змеиношейная черепаха (лат. Chelodina longicollis) — вид змеиношеих черепах (Chelidae). Представители распространены на востоке Австралии.

## Описание
Черепаха вырастает до 30 см. Сильно приплюснутый овальный панцирь окрашен в буроватый цвет, на фоне тёмной окраски головы ярко выделяется золотисто-жёлтая радужка глаз. Голова никогда не втягивается по продольной оси, а сразу укладывается сбоку под карапакс. По краю карапакса проходит характерная светлая пунктирная линия. Черепахи очень хорошо передвигаются по суше, поэтому часто встречаются на магистралях, но едят только в воде. Рацион этой черепахи — водоросли, рыба, креветки, моллюски, черви, земноводные и другие водные животные. Живут до 40-а лет.

## Размножение
Характерен половой диморфизм. Самки отличаются меньшими размерами и меньшей длиной хвоста. Во время брачных игр самцы трутся шеей о панцирь самки. Половозрелыми черепахи становятся при длине панциря 20—25 см. Самки откладывают яйца в декабре—январе. В кладке 8—18 яиц. Размер яиц 20—30 мм.

## Угроза
Местные жители считают мясо этих черепах деликатесом.

## Содержание в неволе
Австралийцы часто содержат её в своих аквариумах.

## Иллюстрации

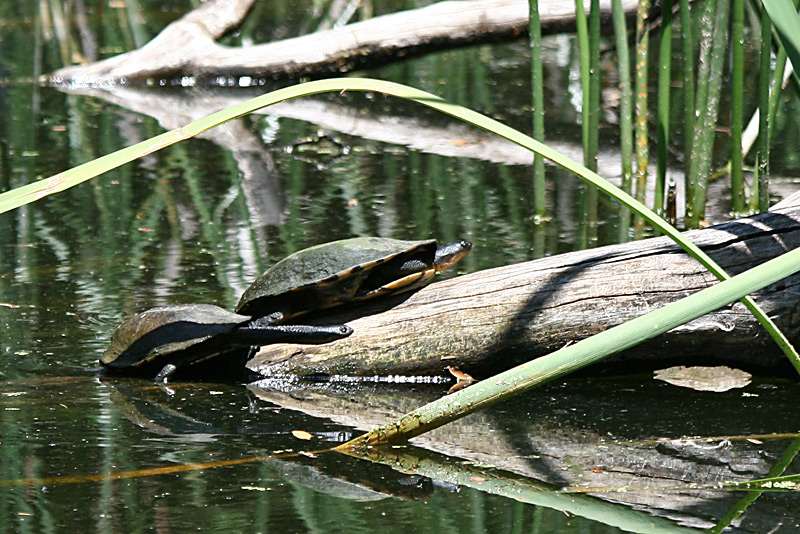
Черепахи принимают солнечные ванны. Виктория
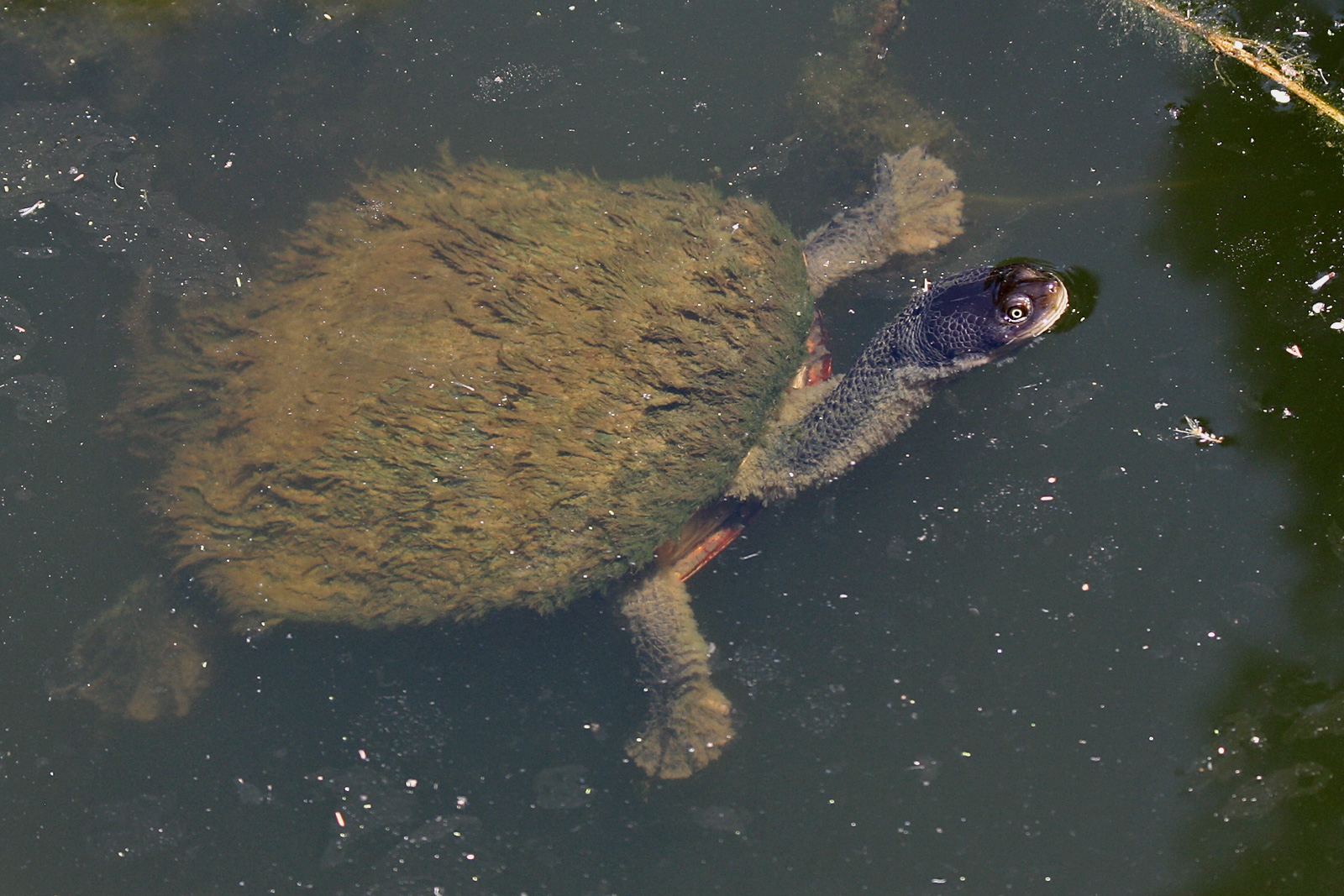
Взрослые особи часто зарастают водорослями. Виктория
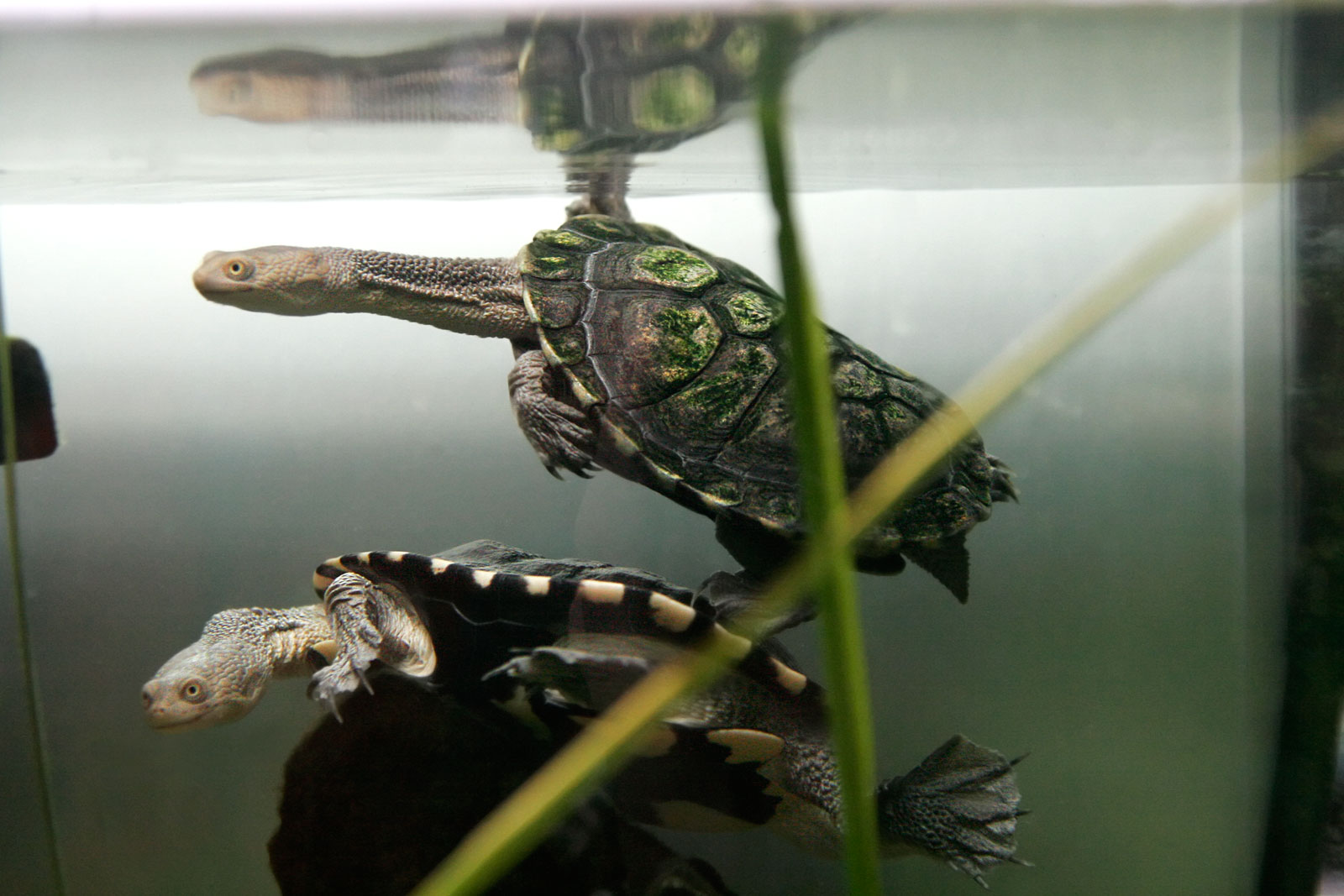
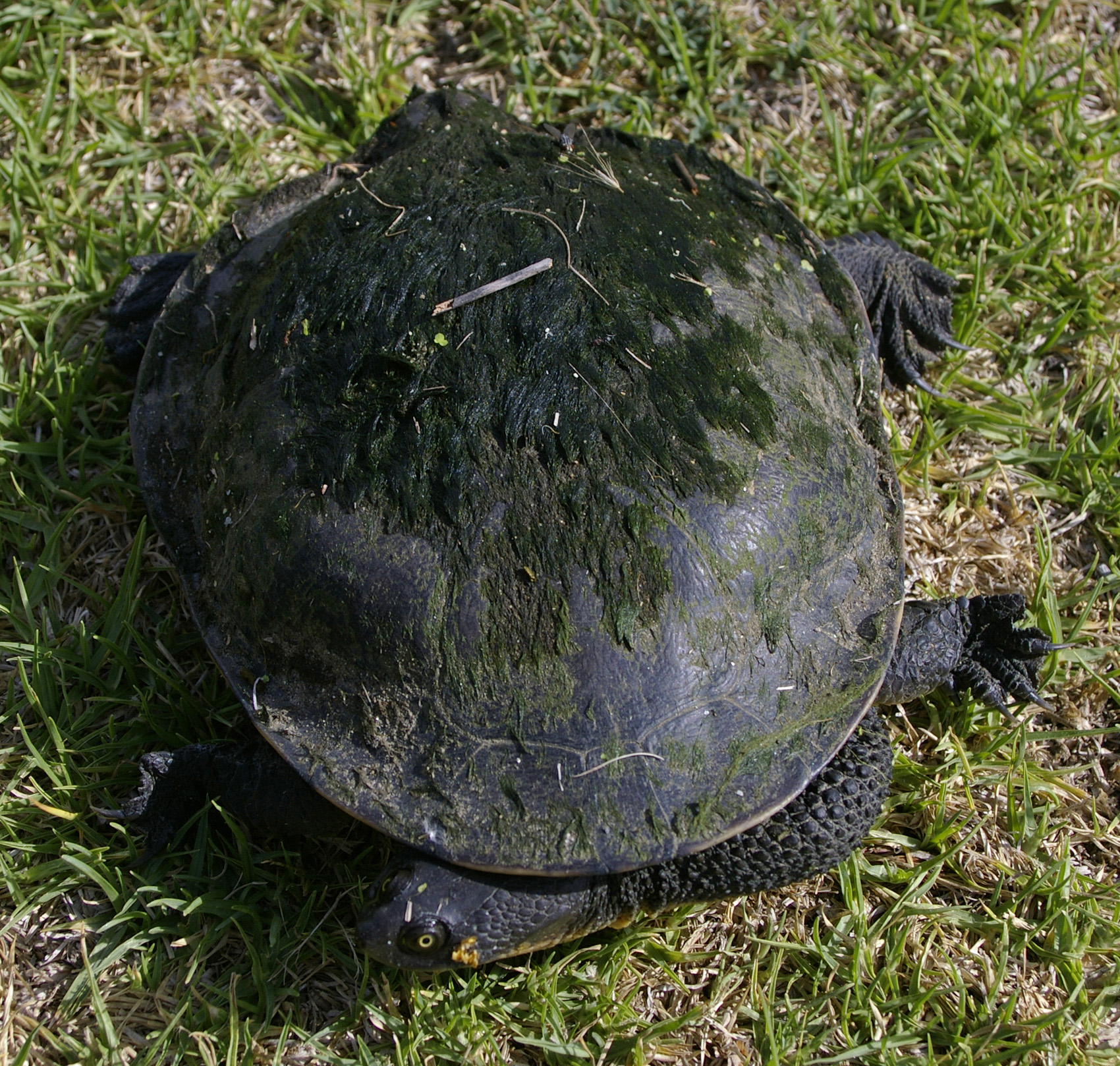
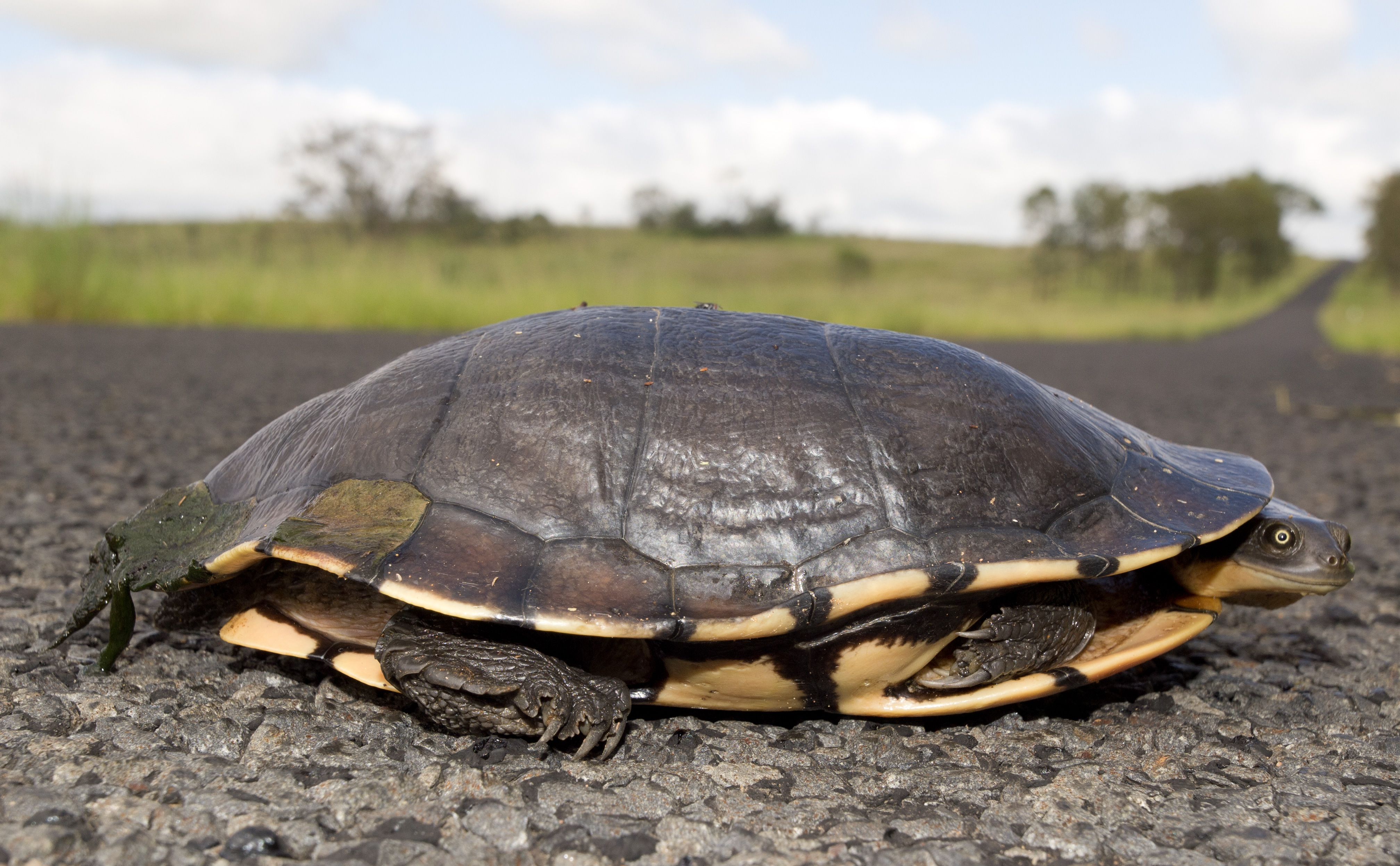
Квинсленд